# Sjeverni mon-khmerski jezici
Sjeverni mon-khmerski jezici sjeverna grana mon-khmerskih jezika. Obuhvaća 40 jezika (prije 38) koji se govore u državama Bangladeš, Indija, Tajland, Laos, Vijetnam, Burma, Kina: 
a) Khasi (4; prije 3) Bangladeš, Indija: khasi, pnar, war; novopriznat: lyngngam [lyg] [lyg] .
b) khmu (13) Laos, Vijetnam, Tajland: 
b1. Khao (2) Laos, Vijetnam:  bit (buxinhua), khao.
b2. Mal-Khmu' (7):
a. Khmu' (3) Laos, Vijetnam: khmu, khuen, o'du,
b. Mal-Phrai (4) Tajland, Laos: lua', mal, phai, pray 3.
b3. Mlabri (1) Tajland: mlabri.
b4. Xinh Mul (3) Vijetnam, Laos: kháng, phong-kniang, puoc.
c) Mang (1) Vijetnam: mang.
d) Palaung (21), Burma, Kina, Laos, Tajland: 
d1. zapadni  (6):
a. Danau (1) Burma: danau.
b. Palaung jezici (3) Burma: palaung ( pale,  shwe,  rumai),
c. Riang (2) Burma: riang, yinchia.
d2. istočni (15):
a. Angku jezici (8): hu, kiorr, kon keu, man met, mok, samtao, tai loi, u (zove se i puman),
b. lamet jeziciLamet (2)  Laos: con, lamet.
c. Wa (5):
c1. Bulang jezici (1) Kina: blang.
c2. Lawa jezici (2) Kina, Tajland: lawa (zapadni i istočni),
c3. Wa (2) Burma: parauk, wa.

## Vanjske poveznice
- Ethnologue (14th)
- Ethnologue (15th)